# Филип Юричич
Филип Юричич (р. 18 април 1981 г. в Загреб) е хърватски актьор. В България е по-известен с ролята на Динко Билич в хърватската теленовела „Изборът на Лара“.

## Биография

### Кариера
След като завършва актьорската академия в Загреб се посвещава на театрални представления, а по-късно се появява и на малкия екран. Отначало започва с дублажи на анимационни герои, като гласът му става познат на по-малките зрители. Първото му участие е в сериала „Кад звони?“ от 2005 г. в ролята на Дудо. На хърватската публика най-вече е познат с ролята си на футболиста Марко Марушич в сериала „Любов по навик“, където му партнират Ива Вискович и Йелена Веляча, както и с ролята си на Динко Билич в „Изборът на Лара“. Започва работа в театър „EXIT“, където заедно с Амар Буквич играят в постановката „Како мислиш мене нема?“.
Скоро се снима в хумористичния сериал на Nova TV „Заувијек сусједи“. Влиза в ролята на фотограф, Домагой Ребац, в сериала „Закон љубави“. Участва още в сериалите „База Дједа Мраза“, „Наша мала клиника“, „Стипе у гостима“. Участва и в няколко игрални филма – „Ти“, „У тишини“, „The show must go on“ и „Загорски специјалитет“.

### Личен живот
Син е на известния хърватски актьор Перо Юричич. Филип има връзка с новинарката по професия Матеа Рошчич, от която има и син. Преди това е имал връзка с Ива Шулентич, известна в Хърватия актриса и телевизионна водеща.